# Partido Democrático Social
El Partido Democrático Social (PDS) fue un partido brasileño de derecha. Fue fundado oficialmente el 31 de enero de 1980 como sucesor de la Alianza Renovadora Nacional (ARENA).
En 1985, una facción se escindió del partido para formar el Partido del Frente Liberal, que dio su apoyo a la candidatura presidencial de Tancredo Neves en la elección presidencial de ese año.
En 1993 se fusionó con el Partido Demócrata Cristiano para dar lugar al nuevo Partido Progresista Reformador.